# Въведение Богородично (Варош)
Вижте пояснителната страница за други значения на Въведение Богородично.
„Въведение на Пресвета (Пречиста) Богородица“ или „Света Богородица Пречиста“ (на македонска литературна норма: „Воведение на Пресвета Богородица“, „Света Богородица Пречиста“) е средновековна православна църква в прилепския квартал Варош, Северна Македония. Част е от Преспанско-Пелагонийската епархия на Македонската православна църква. Църквата е еднокорабна, изградена от ломен камък, като в горната част на сградата има украса от два реда тухли. Църквата е по-висока от стандартите за типа си, с полукръгла апсида отвън и отвътре. В източниците се откриват данни, че е построена от Павел и Радослав, синове на Тодор в XV век - 1416 или 1438 година. Във вътрешността на църквата, в апсидата, са запазени изображенията на Света Богородица Ширшая небес с малкия Исус Христос на гърдите, а под нея композицията Великият вход. Те са изработени от талантлив зограф с прецизен рисунък и впечатляващ колорит. Сигнатурите са написани на славянски.